# Guanahani
1. RINVIA [[San Salvador (Bahamas)

Questo è un redirect da una grafia priva di diacritici o caratteri speciali, che possono risultare difficili da inserire da una tastiera con layout italiano. Essendo una grafia semplificata, questo redirect va mantenuto orfano, sostituendolo periodicamente con Guanahaní. Non va sostituito con la destinazione perché il senso della frase in cui viene utilizzato potrebbe essere alterato.